# Càstig corporal escolar

Legalitat del càstig corporal a les escoles dels Estats Units (abril de 2023).
Càstig corporal escolar permès a les escoles públiques i a les privades.
Càstig corporal escolar prohibit a les escoles públiques, permès a les privades excepte als estats d'Iowa i Nova Jersey.

El càstig corporal escolar encara existeix actualment en algunes escoles dels Estats Units. El càstig corporal, també conegut com a càstig físic o disciplina física, es defineix com l'ús de la violència física per causar un dolor o un malestar corporal deliberat, com a resposta a algun comportament no desitjat per part de l'alumne.
A les escoles dels Estats Units, el càstig corporal pren la forma d'un mestre, professor o director d'escola, colpejant les natges d'un estudiant amb una paleta de fusta, duent a terme una pràctica popularment coneguda com a spanking.
La pràctica va ser considerada constitucional per la Cort Suprema dels Estats Units, en el cas "Ingraham contra Wright" de 1977, ja que el tribunal va sostenir que la clàusula relativa als càstigs cruels i inhumans, present en la vuitena esmena, no s'aplicava al càstig corporal disciplinari a les escoles públiques, sinó que es limitava al tractament dels presos que han estat prèviament condemnats per un crim.
Des d'aleshores, diversos estats dels Estats Units han prohibit el càstig corporal a les escoles públiques. El darrer estat a prohibir-ho va ser l'estat de Nou Mèxic, en 2011, i la darrera prohibició estatal de facto, va ser a Carolina del Nord, en 2018, quan el darrer districte escolar que encara feia servir el càstig físic en aquell estat va prohibir aquesta pràctica.
A partir de 2018, el càstig corporal segueix sent legal a les escoles privades de tots els estats dels EUA, excepte a l'estat de Nova Jersey i a Iowa. El càstig físic com a forma de disciplina escolar, és legal a les escoles públiques de dinou estats, està permès a divuit d'ells, i és practicat a quinze.
El càstig corporal a l'escola és il·legal al Canadà, Europa, Austràlia i Nova Zelanda, la qual cosa converteix als Estats Units d'Amèrica en l'únic país del món occidental on encara es permet el càstig corporal a l'escola; en l'actualitat, la pràctica està prohibida a 128 països del Món.